# 扁魟科
扁魟科（學名：Urolophidae），又稱平魟科，是軟骨魚綱燕魟目的一科。

## 分布
本科魚類廣泛分布於各大洋。

## 深度
水深3至200公尺以上。

## 分類
扁魟科下分3個屬，如下：
- 黏鷂扁魟 Trygonoptera mucosa
- 卵形鷂扁魟 Trygonoptera ovalis
- 野鷂扁魟 Trygonoptera personata
- 昆士蘭鷂扁魟 Trygonoptera testacea

### 大尾扁魟屬Urobatis
- 哈氏大尾扁魟 Urobatis halleri

### 扁魟屬Urolophus
- 盔扁魟 Urolophus armatus
- 黃平魟 Urolophus aurantiacus：又稱褐黃扁魟。
- 大扁魟 Urolophus bucculentus
- 圓盤扁魟 Urolophus circularis
- 聚扁魟 Urolophus concentricus
- 帶紋扁魟 Urolophus cruciatus
- 南澳扁魟 Urolophus expansus
- 雜色扁魟 Urolophus flavomosaicus
- 巨斑扁魟 Urolophus gigas
- 牙買加扁魟 Urolophus jamaicensis
- 爪哇扁魟 Urolophus javanicus
- 卡伊扁魟 Urolophus kaianus
- 葉狀扁魟 Urolophus lobatus
- 斑扁魟 Urolophus maculatus
- 紋背扁魟 Urolophus mitosis
- 黏扁魟 Urolophus mucosus
- 海濱扁魟 Urolophus orarius
- 少斑扁魟 Urolophus paucimaculatus
- 醜扁魟 Urolophus sufflavus
- 淺綠扁魟 Urolophus viridis
- 西澳扁魟 Urolophus westraliensis

## 特徵
本科是所有魟魚中唯一具有尾鳍者，尾鳍上有辐状软骨支撑。尾部較體盤前後徑略長，但亦有少數種類略短。尾部上方有一強棘，棘之兩側具有鋸齒緣並會分泌毒液。

## 生態
本科魚類廣泛分布於全球各大洋，有些具有地域性，大部分為海水魚，有時見於河口，少部分則生活於南美洲、非洲及東南亞淡水水域。活動力差，通常將身體埋於沙泥中，僅露出雙眼和呼吸孔，或利用胸鰭做波浪狀的運動而貼游於底層水域。屬肉食性，以小魚、甲殼類及軟體動物為食。卵胎生。

## 經濟利用
食用魚，但味道較腥，以紅燒為宜，或當作下雜魚處理。